# Amorphoscelis lamottei
Amorphoscelis lamottei es una especie de mantis de la familia Amorphoscelidae.

## Distribución geográfica
Se encuentra en Costa de Marfil, Ghana, Guinea y la República Democrática del Congo.